# Bangladeschische Cricket-Nationalmannschaft in Simbabwe in der Saison 2006
Die Tour der bangladeschischen Cricket-Nationalmannschaft nach Simbabwe in der Saison 2006 fand vom 29. Juli bis zum 6. August 2006 statt. Die internationale Cricket-Tour war Bestandteil der Internationalen Cricket-Saison 2006 und umfasste fünf ODIs. Bangladesch gewann die Serie 3–2.

## Vorgeschichte
Simbabwe spielte zuvor ein Drei-Nationen-Turnier, für Bangladesch war es die erste Tour der Saison.
Das letzte Aufeinandertreffen der beiden Mannschaften bei einer Tour fand in der Saison 2004/05 in Bangladesch statt.

## Stadien
Das folgende Stadion wurden für die Tour als Austragungsort vorgesehen und am 3. Juni 2006 bekanntgegeben.
| Stadion            | Stadt  | Kapazität | Spiele      |
| ------------------ | ------ | --------- | ----------- |
| Harare Sports Club | Harare | 10.000    | 1. – 5. ODI |

## Kaderlisten
Bangladesch benannte seinen Kader am 3. Juli 2006.
Simbabwe benannte seinen Kader am 28. Juli 2006.
| ODI | ODI |
| Simbabwe | Bangladesch |
| --- | --- |
| - Prosper Utseya (K) - Chamunorwa Chibhabha - Elton Chigumbura - Terry Duffin - Ryan Higgins - Anthony Ireland - Blessing Mahwire - Hamilton Masakadza - Stuart Matsikenyeri - Tafadzwa Mufambisi - Tawanda Mupariwa - Ed Rainsford - Piet Rinke - Visimuzi Sibanda - Gregory Strydom - Brendan Taylor (wk) | - Habibul Bashar (K) - Khaled Mashud (VK & wk) - Abdur Razzak - Aftab Ahmed - Alok Kapali - Farhad Reza - Javed Omar - Mashrafe Mortaza - Mohammad Ashraful - Mohammad Rafique - Mushfiqur Rahim - Rajin Saleh - Shahadat Hossain - Shahriar Nafees - Syed Rasel |

## One-Day Internationals

### Erstes ODI in Harare
| 29. Juli Scorecard | Harare | Bangladesch 246-7 (50)         | – | Simbabwe 248-8 (49.1) |
|                    |        | Simbabwe gewinnt mit 2 Wickets |   |                       |

### Zweites ODI in Harare
| 30. Juli Scorecard | Harare | Bangladesch 238-8 (50)          | – | Simbabwe 176 (44.4) |
|                    |        | Bangladesch gewinnt mit 62 Runs |   |                     |

### Drittes ODI in Harare
| 2. August Scorecard | Harare | Bangladesch 236 (49)           | – | Simbabwe 238-8 (50) |
|                     |        | Simbabwe gewinnt mit 2 Wickets |   |                     |

### Viertes ODI in Harare
| 4. August Scorecard | Harare | Bangladesch 206-9 (50)         | – | Simbabwe 212-3 (41.4) |
|                     |        | Simbabwe gewinnt mit 7 Wickets |   |                       |

### Fünftes ODI in Harare
| 6. August Scorecard | Harare | Simbabwe 197 (49.3)              | – | Bangladesch 201-2 (44.4) |
|                     |        | Bangladesh gewinnt mit 8 Wickets |   |                          |